# Template Toolkit
Template Toolkit（てんぷれーと　つーるきっと）は、Perlで記述されたテンプレートエンジンである。主にウェブサイトの構築のために設計されているが、PDFやLaTeXなどのドキュメントの作成に使用することも可能である。
Template ToolkitはCPANから入手でき、Artistic Licenseのもとで使用することができる自由ソフトウェアである。